# Cod poștal
Un cod poștal este o serie de litere și/sau cifre adăugate adresei poștale pentru scopul sortării corespondenței.
Germania a fost prima țară cu un sistem de cod poștal la începutul anilor 1960.
Marea majoritate a serviciilor poștale naționale au un sistem de cod poștal. Câteva nu au: Irlanda și Hong Kong nu au coduri poștale, în vreme ce Noua Zeelandă are un sistem de cod poștal folosit doar la presortare, nu pentru adresarea elementelor individuale.
Cu toate că aceste coduri poștale sunt în general atribuite unor zone geografice, uneori există excepții: coduri speciale pot fi atribuite instituțiilor cu volum mare de corespondență, cum ar fi agențiilor guvernamentale sau marilor companii comerciale.

## Codul poștal după țară

### România
Prima codificare poștală din România s-a introdus în 1974. Fiecărei localități i-a fost atribuit un cod format din patru cifre.
Pe 1 mai 2003 a intrat în vigoare un nou cod poștal numeric, format din șase cifre, cu scopul de a scurta timpii de operare în serviciile poștale. Astfel, codificarea devine detaliată până la nivel de stradă, atât în București, cât și în municipiile reședință de județ.

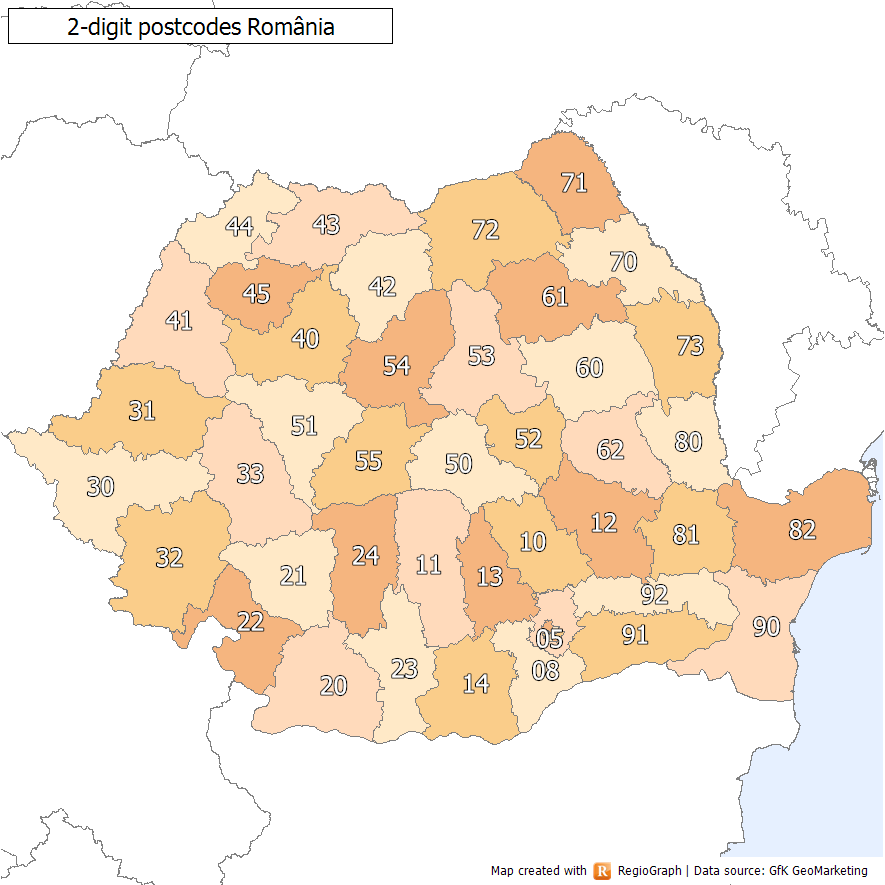
Coduri poștale din România

Semnificația celor șase cifre este următoarea:
- Prima cifră codifică, folosind valori de la 0 la 9, cele zece regiuni poștale prin care a fost împărțită România.
- A doua cifră codifică județele componente ale unei regiuni, folosind valori de la 0 la 5. Direcția Regională de Poștă București are o situație specială: cele șase sectoare ale Municipiului București, care sunt asimiliate unui județ, au valori alocate între 1 și 6, iar cifrele 7 și 8 sunt pentru județele Giurgiu și Ilfov.
- Ultimele patru cifre precizează, din punct de vedere poștal, reședintele de județ, orașele, satele (cu precizarea comunei), străzile, porțiuni de străzi, imobile.

Unul din scopurile codificării atât de complexe a fost eliminarea confuziilor între localitățile omonime din același județ. Iată codurile pentru localitățile cu numele Bărăști:
- 517006 Bărăști, Alba
- 117246 Bărăști, Argeș
- 127186 Bărăști, Buzău
- 237020 Bărăști, Olt
- 237081 Bărăști (Colonești), Olt
- 237271 Bărăști (Morunglav), Olt
- 727041 Bărăști, Suceava

### Republica Moldova
Codul moldovenesc pentru trimiterea de scrisori, pachete și colete este format din patru cifre. 